# 厄恩·夏恩·強生審判案件
厄恩·夏恩·強生審判案件（英語：Trial of Arne Cheyenne Johnson），又被稱為「惡魔逼我」案件（"Devil Made Me Do It" case），是美國第一宗辯方試圖根據被告聲稱的魔鬼附身來證明其無罪的已知法庭案件，並且對其犯罪否認個人責任。1981年11月24日，在康涅狄格州的布魯克菲爾德，厄恩·夏恩·強生因殺害他的房東亞倫·布魯諾（Alan Bono）而被判為一級誤殺罪。
根據格拉策爾的家人證詞，11歲的大衛·格拉策爾（David Glatzel）據稱是惡魔的宿主。在目睹了越來越多涉及大衛的不祥事件後，這個家庭在疲憊和恐懼下決定尋求自稱是魔鬼學家的艾德與羅琳·華倫（因調查著名的阿米蒂維爾鬧鬼事件〔Amityville Haunting〕而聞名）的幫助，為「治愈」大衛作最後努力。格拉策爾的家人和華倫夫婦隨後令多位神父向教會請願，要求對大衛進行正式的驅魔儀式。這個過程持續了幾天，最後，據在場的人說，一隻惡魔逃離了孩子的身體，寄宿在強生的身體裡。該事件被記錄在傑拉德·布里特爾（Gerald Brittle）所寫的書籍《審判魔鬼：康乃狄克州附身殺人紀實》（The Devil in Connecticut）。
幾個月後，強生在一次激烈的談話中殺死了他的房東。他的辯護律師在法庭上爭辯說他被附身了，但法官裁定這樣的辯護永遠不可能被證明，因此辯護在法庭上是不可行的。強生隨後被定罪，但他只服了10至20年刑期中的5年。
這場審判吸引了世界各地的媒體關注，並由於文學和電視中對這事件的大量描述而獲得一定程度的惡名。該審判其後被改編成電影《厲陰宅3：是惡魔逼我的》（2021年），以及2023年紀錄片《The Devil on Trial》的主題。

## 背景
厄恩·強生和黛比·格拉策爾（Debbie Glatzel）為探索頻道《鬼影森森》的單集「Where Demons Dwell」中描述的該事件版本提供了第一手資料。他們自己並不相信有魔鬼的動靜，但他們聲稱自己的父親是魔鬼附身的目擊者。兩人都堅定地支持華倫夫婦對事件的回憶。他們斷言，超自然現象是在他們去清理他們剛剛獲得的一處出租房地產後才開始的。大衛回憶說，有一個老人出現，推著他，讓他感到害怕。格拉策爾夫婦最初以為大衛是用這個老人作為借口來逃避打掃，但大衛告訴他們，這個老人曾發誓如果格拉策爾夫婦搬進出租房子就會傷害他們。大衛對這名老人的幻象包括老人以惡魔般的野獸形態現身，老人喃喃地說著拉丁語，並威脅要偷走他的靈魂。盡管據稱家人聽到來自閣樓的奇怪聲音，但除了大衛之外，沒有人看見過這個老人。在大衛經歷了夜驚，表現出奇怪的行為，並得到了無法解釋的抓痕和瘀傷之後，這家人便請來一位天主教神父，試圖為這間房子祈福。驚恐的家人得出結論，這間房子很邪惡，並不再繼續租用它。
大衛的幻象越來越惡化，在白天也會出現。在最初的事件發生12天後，這家人召集了自稱是魔鬼學家的艾德與羅琳·華倫來協助。據稱羅琳目睹在大衛的身邊出現了一團黑霧，這顯然表明有一個惡意的東西存在。黛比和她的母親告訴華倫夫婦，他們看到大衛被無形的手毆打和給嗆著，之後他的脖子上出現紅色的痕跡。大衛開始咆哮，發出嘶嘶聲，用冥界的聲音說話，並吟誦《聖經》或《失樂園》中的段落。格拉策爾家人敘述每天晚上當大衛遭受痙攣和抽搐時，家庭成員要如何保持清醒。在收到華倫夫婦關於多次附身的預測後，大衛接受了三次「較小的驅魔儀式」。羅琳斷言說，大衛漂浮起來，他有一段時間停止了呼吸，甚至表現出超自然的預知能力，特別是與強生將會犯下的謀殺有關。1980年10月，華倫夫婦聯絡了布魯克菲爾德的警方，警告他們情況變得很危險。
根據目擊者的證詞，厄恩·強生在參與大衛的驅魔儀式時，強迫了據稱在大衛體內的其中一隻惡魔附在他的身上。正是在這裡，《鬼影森森》偏離了參與人員所描述的強生被附身的情況。根據該節目，在驅魔過程中強生煽動惡魔的幾天後，他被惡魔猛烈地攻擊，據稱惡魔控制了他的汽車並迫使汽車撞上一棵樹；幸運的是，強生沒有受傷。這次事件後，強生回到出租房子，檢查了據說關著惡魔的一口舊井。在戲劇化的版本和他的個人敘述中，強生回憶說，這是他在完全清醒的情況下與惡魔最後一次相遇，因為在井邊遇到惡魔並與其進行眼神交流後，他才被附身。華倫夫婦聲稱曾警告他不要這樣做（但在《鬼影森森》中沒有提及到他們的警告）。隨著大衛的病情不斷惡化，黛比和強生決定是時候搬出她母親的家了。黛比被布魯克菲爾德的新居民亞倫·布魯諾雇用為狗隻美容師。黛比和強生開始在她的工作地點附近租了一間公寓住宅。搬進去後，強生開始表現出奇怪的行為，與大衛的行為極其相似，使黛比擔心他也被附身了。據黛比說，強生會陷入一種類似恍惚的狀態，他會咆哮和產生幻覺，但後來卻毫無記憶。

## 謀殺
1981年2月16日，強生向他在Wright Tree服務公司的工作請了病假，並與他的姐妹旺達（Wanda）和黛比的9歲表妹瑪麗（Mary）一起去黛比工作的養狗場。布魯諾是這對夫婦的房東，也是黛比在養狗場的雇主，他在當地一間酒吧請這群人吃午餐，然後大喝起來。午餐後，這群人回到了養狗場。然後，黛比帶著女孩們去買披薩，但堅持要她們快點回來，預料有麻煩。當她們回來時，布魯諾這時已經喝醉，變得很激動。在黛比的催促下，每個人都離開了房間，除了布魯諾之外，他抓住了瑪麗，不肯放手。強生往回走，命令布魯諾放開瑪麗。旺達向警方講述了以下事件。瑪麗跑向汽車，這時黛比試圖站在兩個男人中間以緩解局勢。旺達試圖把強生拉開，但徒勞無功。強生像動物一樣咆哮著，然後拔出一把5英寸（130毫米）的小刀，反復刺向布魯諾。布魯諾在幾個小時後死亡。據強生的律師說，布魯諾遭受了「四或五道巨大的傷口」之苦，大部分是在他的胸部，還有一道從胃部延伸到心臟底部的傷口。強生在距離謀殺現場的兩英里（3公里）處被發現，並被關押在布里奇波特懲教所，保釋金為125,000美元。這是康涅狄格州布魯克菲爾德的歷史上第一宗謀殺案。

## 媒體反應與法律訴訟
謀殺發生後的第二天，羅琳·華倫通知布魯克菲爾德的警方，強生在犯罪時被附身。一場「媒體閃電戰」很快圍繞著這個故事展開，部分原因是華倫夫婦，他們的代理人承諾，正在製作詳細介紹這個可怕案件的講座、書籍、甚至電影。強生的律師Martin Minnella接到了來自世界各地的電話，詢問被稱為惡魔謀殺案的審判情況。Minnella前往英國，與曾參與兩宗類似案件的律師會面（但是這兩宗案件都沒有進行審判）。他計劃從歐洲帶來驅魔專家，並威脅說如果監督大衛驅魔儀式的神父不肯與被告合作的話，他將用傳票傳喚這些神父。
審判於1981年10月28日在丹伯里的康涅狄格州高等法院裡開始進行。Minnella試圖提出因附身而無罪的辯護，但主審法官Robert Callahan立即拒絕了這一辯護。Callahan認為，由於缺乏證據，在法庭上不可能存在這樣的辯護，其證詞是「無關連和不科學」。辯方選擇暗示強生的行為是自衛。正因如此，陪審團在法律上不允許將魔鬼附身作為謀殺的可行解釋。陪審團經過三天15個小時的審議，然後於1981年11月24日判定強生犯有一級誤殺罪。他被判處10至20年的監禁，但他只服了5年刑期。

## 餘波
這宗事件導致NBC電視台製作一部電視電影《The Demon Murder Case》，並準備拍攝一部長篇電影，但由於發生內部衝突，該片的製作拖延了。1983年，傑拉德·布里特爾（Gerald Brittle）在羅琳·華倫的協助下，出版了一本關於該事件的書籍，名為《審判魔鬼：康乃狄克州附身殺人紀實》（The Devil in Connecticut）。羅琳·華倫說，這本書的利潤與那家人分享。2006年，該書被iUniverse公司重新出版後，大衛·格拉策爾與他的兄弟小卡爾·格拉策爾（Carl Glatzel Jr.）起訴作者和圖書出版商侵犯了他們的私隱權、誹謗和「故意造成情緒困擾」。卡爾還稱，該書宣稱他對他的家人和其他人幹過犯罪和虐待行為。他說，附身的故事是艾德與羅琳·華倫編造的騙局，目的是利用這家人和他兄弟的精神病，而且在書中把他當作壞蛋，因為他不相信超自然現象的說法。他宣稱華倫夫婦告訴他，這個故事會讓他們家人成為百萬富翁，並有助強生出獄。據卡爾·格拉策爾說，這宗事件引起的影響迫使他輟學，損失了朋友和商業機會。2007年，他開始寫一本書，名為《Alone Through the Valley》，講述他對圍繞著他兄弟的事件的看法。羅琳·華倫為她與這家人的行為辯護，說參與該事件的六位神父當時都認為那個男孩被附身了，她所描述的超自然事件是真實的。《審判魔鬼：康乃狄克州附身殺人紀實》一書的作者布里特爾說，他寫這本書是因為「這家人想把這個故事講出來」，他擁有他與這家人100多個小時的採訪影片，而且他們在書印刷前就簽字確認了這本書的準確性。格拉策爾的父親老卡爾·格拉策爾（Carl Glatzel Sr.）否認向作者告訴他的兒子被附身。強生和黛比（現已結婚）全心全意地支持華倫夫婦關於魔鬼附身的說法，並表示格拉策爾的起訴只是為了金錢。該事件被改編為2021年電影《厲陰宅3：是惡魔逼我的》。